# Ouagne
Ouagne – miejscowość i gmina we Francji, w regionie Burgundia-Franche-Comté, w departamencie Nièvre.
Według danych na rok 1999 gminę zamieszkiwało 210 osób, a gęstość zaludnienia wynosiła 17 osób/km² (wśród 2044 gmin Burgundii Ouagne plasuje się na 704. miejscu pod względem liczby ludności, natomiast pod względem powierzchni na miejscu 828.).